# Euxoa marocana
Euxoa marocana là một loài bướm đêm trong họ Noctuidae.